# Morfeo (Matrix)

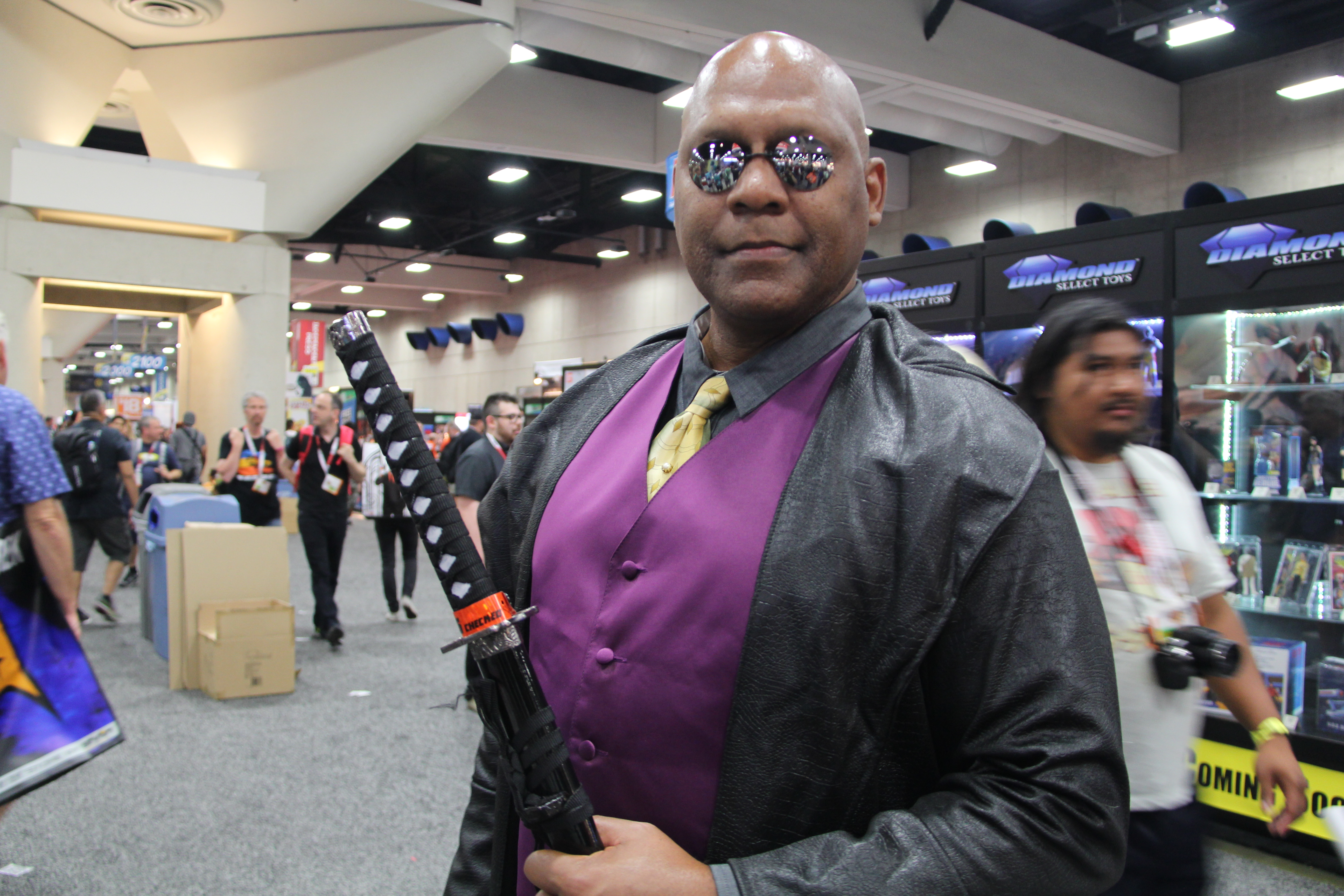
Cosplayer interpretando al personaje.

Morfeo es un personaje de la saga ficticia Matrix. Era el capitán de la Nabucodonosor antes de que esta fuera destruida al final de Matrix recargado, fue quien encontró al Elegido que terminaría con la guerra contra las máquinas de la Matrix, Neo; y es también el antiguo interés amoroso de la capitana de la nave Logos, Niobe. Es interpretado por Laurence Fishburne en las 3 primeras películas y por Yahya Abdul-Mateen II en la cuarta.

## Historia en Matrix
Morfeo es, al igual que Neo, un hacker. Se conocen por Internet y está al corriente de Neo y de lo que le van a hacer sus enemigos: los agentes de Matrix. Para eso envía a Trinity a que convenza a Neo de que debe dejar guiarse por ellos. Morfeo llama a Neo a través de un teléfono móvil, mientras este estaba trabajando en una importante empresa de software. Le dice que esos tipos lo estaban buscando para interrogarlo. Entonces Morfeo lo guía para que salga de su oficina, y cuando llega al despacho principal, Morfeo le dice que utilice el andamio para llegar hasta el tejado del edificio, a lo cual Neo contesta que es una locura. Él le responde diciendo que solo había dos formas de salir de ese edificio: por el tejado o arrestado. Ambas estaban llenas de riesgo, y en ese momento cuelga.
Después de que Trinity lo recogiera en el puente de la calle Abrams, le sacan a Neo el dispositivo que llevaba adentro y lo llevan donde Morfeo. Allí Morfeo empieza a contarle lo que es Matrix y le da a escoger una píldora azul, que lo devolvería a su vida normal y corriente, despertando en su cama y creyendo lo que quisiera creer, o la roja que es lo que le llevaría al fondo del asunto. Neo escoge la roja.
Morfeo le enseña a Neo lo que era Matrix, y lo que era posible dentro de ese mundo. Entran a Matrix y llegan a un vacío donde Morfeo le dice que allí podían conseguir lo que quisieran: ropa, armas, comida, etc. En ese vacío infinito hay un televisor donde Morfeo le muestra a Neo como era Nueva York y todas esas ciudades cuando él entra a Matrix, y poco después le muestra en que se han convertido: en una ruina total. Se teletransportan de alguna forma a ese desierto y Morfeo le cuenta que durante la guerra contra las máquinas: "... No sabemos quien atacó primero, si nosotros o ellas, pero sí sabemos que arrasamos el cielo..."

## Atributos y apariencia
Morfeo es un hombre negro, es inmutable y funge como líder potente de los hackers, tiene en su poder unas claves virtuales que dan acceso al último bastión de la humanidad: Sion y por ello el agente Smith y sus secuaces lo acosan y persiguen.
Vestido con un traje color café y un abrigo de larga levita, domina las artes marciales (kung fu), además del arte del kendo. Usa unos anteojos característicos. En Matrix Reloaded tiene una espectacular escena de lucha personal con un agente encima de un camión en marcha en una atestada autopista.

## Doblaje
- Ernesto Aura
  - The Matrix (1999)
  - The Matrix Reloaded (2003)
  - The Matrix Revolutions (2003)

- Raúl Rodríguez
  - The Matrix Resurrections (2021)